# Obolcola pallida
Obolcola pallida är en fjärilsart som beskrevs av Antonius Johannes Theodorus Janse 1932. Obolcola pallida ingår i släktet Obolcola och familjen mätare. Inga underarter finns listade i Catalogue of Life.